# Ojo de Agua, Ayutla de los Libres
Ojo de Agua är en ort i Mexiko.   Den ligger i kommunen Ayutla de los Libres och delstaten Guerrero, i den södra delen av landet, 270 km söder om huvudstaden Mexico City. Ojo de Agua ligger 989 meter över havet och antalet invånare är 177.
Terrängen runt Ojo de Agua är lite bergig, och sluttar västerut. Runt Ojo de Agua är det ganska tätbefolkat, med 58 invånare per kvadratkilometer. Närmaste större samhälle är Ayutla de los Libres, 12,0 km väster om Ojo de Agua. I omgivningarna runt Ojo de Agua växer huvudsakligen savannskog.